# معاملة العبيد في الولايات المتحدة
اختلفت معاملة الناس المستعبدين في الولايات المتحدة بحسب الوقت والمكان، إلا أنها كانت متوحشة إجمالًا، تحديدًا في المزارع الواسعة. كان الجلد والاغتصاب روتينيين، ولكنهما لم يحدثا عمومًا أمام الغرباء البيض. («حين أجلد الزنوج، آخذهم بعيدًا عن مرآى ومسمع البيت، ولا أحد في عائلتي يعلم ذلك»). لا يمكن أن يكون العبد شاهدًا ضد أبيض، وفي بعض الأحيان كان يُطلب من العبيد أن يجلدوا عبيدًا آخرين، وحتى أعضاءًا في أسرهم. كانت هناك أيضًا مؤسسات تجارية يمكن لمالك العبيد أن يتوجه إليها من أجل الجلد. غالبًا ما كانت العائلات تتفكك عبر بيع عضو أو أكثر من أعضائها، دون أن يروهم أو يسمعوا عنهم ثانية. كان هناك بعض ملاك العبيد المستنيرين نسبيًا، تحدث نات تيرنر عن أن سيده كان إنسانًا ودودًا، ولكن ليس في المزارع الواسعة. فقط أقلية صغيرة من المستعبدين تلقوا ما يشبه المعاملة اللائقة، أشارت إحدى التقديرات الحديثة إلى نسبة 10%، ولكن ليس دون الإشارة إلى أن الأشخاص الذين تلقوا معاملة جيدة كانوا يتطلعون إلى الحرية بقدر ما كان يتطلع إليها أولئك الذين تلقوا معاملة سيئة. قد تتلاشى المعاملة الحسنة عند وفاة المالك. كما صاغها ويليام تي. آلان، وهو أحد أبناء ملاك العبيد الإبطاليين الذي لم يتمكن من العودة بسلام إلى ألاباما، «كانت القسوة هي القاعدة، واللطف هو الاستثناء».
ليس ثمة حالة معروفة عاد فيها شخص مستعبد، بعد أن تمكن من الهروب إلى الحرية، إلى العبودية مغمورًا بالسعادة، أو حتى ذكر أنه يشعر بالأسف لفراره لأن حاله كان أفضل وهو عبد. لم يكن ممكنًا لبنات الكونفدرالية المتحدات، الساعيات إلى إيجاد «عبد مخلص» يقمن له نصبًا، أن يجدن أفضل من هيوورد شيبرد، الذين لم يولد عبدًا والذي ربما لم يستعبد قط، ولم يظهر أي التزام أو تأييد للعبودية.[بحاجة لمصدر]

وفقًا لأنجيلينا جريمكي، التي لم تستطع تحمل معاملة العبيد المملوكين من قبل أفراد آخرين من عائلتها الثرية، فغادرت تشارلستون، ساوث كارولينا، لتصبح من دعاة جمعية الأصدقاء الدينية الإبطاليين التي كان مقرها في فيلادلفيا: 
لم أرى عبدًا سعيدًا قط. نعم صحيح أني رأيته يرقص بسلاسله، لكنه لم يكن سعيدًا. هناك فرق شاسع بين السعادة والمرح. لا يمكن للإنسان أن يتمتع بالأولى في حين تُدمّر إنسانيته، وذاك الجزء من الكينونة اللازم لخلق السعادة والتمتع بها قد اندثر تمامًا. ومع ذلك، قد يكون العبيد مرحين، وهم كذلك في بعض الأحيان. حين يموت الأمل، يقولون «دعونا نأكل ونشرب لأننا سنموت غدًا».
وإليكم كيف صيغت في عام 1834 من قبل جيمس برادلي، وهو رجل استُعبد سابٌقًا، بعد سنوات من العمل الإضافي وقلة النوم، تمكن من شراء حريته:
كم هو غريب أن يكون أحد ما مقتنعًا أن أحد البشر يمكن أن يكون عبدًا، وراضيًا بذلك! لا أعتقد أنه كان هناك في أي وقت عبد لم يكن يتوق إلى الحرية. أعلم جيدًا أن ملاك العبيد يبذلون جهدًا كبيرًا لجعل الناس في الولايات المتحدة يعتقدون أن العبيد سعداء، ولكني أعلم، أيضًا، أني لم ألتق بعبد، مهما كانت معاملته حسنة، لم يكن لديه توق إلى الحرية. ثمة شيء واحد حول هذا الأمر، وهو أن الناس في الدول الحرة لا يفهمونه. حين يسألون العبيد عما إذا كانوا يرغبون بالحرية، يجيبون ب«لا»، ومن المحتمل جدًا أن يذهبوا إلى حد القول أنهم لن يتركوا أسيادهم مقابل العالم بأسره. ولكن في الوقت نفسه، هم يرغبون بالحرية أكثر من أي شيء آخر، وربما كانوا يخططون طوال الوقت لنيل حريتهم. الحقيقة هي أنه إذا أبدى العبد أي علامات استياء، فمن المؤكد أنه سيعامل بشكل أكثر سوءًا، وسيكون عمله أكثر صعوبة بسبب ذلك، وكل عبد يعرف هذا. وذلك هو سبب حرصهم على عدم إبداء أي انزعاج حين يسألهم الرجال البيض عن الحرية. حين يكونون لوحدهم، فإن حديثهم كله يدور حول الحرية – الحرية. إنها الفكرة والشعور العظيمين الذين يشغلان العقول طوال الوقت.
وقد قيل الأمر نفسه من قبل العبدة السابقة إيزابيلا غيبونز في كلمات محفورة على النصب التذكاري للعمال المستعبدين في جامعة فرجينيا.
ما كان قد وُثّق بصورة جيدة هو حماسة العبيد السابقين إلى حمل السلاح ضد ملاكهم السابقين، أولًا في الفوج الإثيوبي البريطاني وفيلق جنود البحرية الكولونيالية، ومن ثم في قوات الولايات المتحدة الملونة، على الرغم من إعلان الولايات الكونفدرالية الأمريكية أن الأخيرين كانوا خونة وسيعدمون رميًا بالرصاص في حال ألقي القبض عليهم. ولا يوجد أي مثال على استخدام أي من هؤلاء الجنود الأخيرين للأسلحة، بعد حصولهم عليها، ضد قوات الاتحاد، بل إنهم أدوا بشكل جيد بصفتهم جنود الاتحاد.

## الصورة الجنوبية لمعاملة العبيد
في فترة ما قبل الحرب الأهلية الأمريكية، كان الجنوب قد «زعم أمام العالم» أن العبودية «كانت مؤسسة عطوفة ومصلحة ومؤنسِنة إلى درجة عالية، وأنها كان تحظى بالموافقة الإلهية». كانت النظرة الجنوبية العامة شبه الرسمية للعبيد أنهم كانوا أفضل حالًا من العمال الشماليين الذين أطلق عليهم الجنوبيون اسم «العبيد المأجورين». من المؤكد أن حالهم كان أفضل مما لو كانوا لا يزالون في أفريقيا، حيث لم يكن هناك وجود للمسيحية ولم يكن لدى لغتهم (لأسباب فيزلوجية حسبما زُعم) «مصطلحات مجردة» مثل الحكومة أو التصويت أو الهيئة التشريعية. كان العبيد يحبون أسيادهم. لم يكن هناك ما يدفع العبد إلى الهروب سوى المرض العقلي، وهذا المرض المفترض أطلق عليه اسم هوس الفرار.

عند وصول «أعمال الفتنة والتمرد لجمعية متعصبة في نيويورك ]الجمعية الأمريكية المناهضة للعبودية[، التي افترضت أنها توجه بعض منشوراتها الخرافية والغبية والحقيرة إلى مكتب بريد فريدريكا» (جورجيا)، «في اجتماع محترم للسكان» أُعد البيان التالي: 
يتمتع عبيدنا بأقصى درجات الأمان والتحرر من العمل المفرط، ومن أعمال الشغب والعنف الخارجة عن القانون، والتي كثيرًا ما تُلحق بالسود في الشمال .....
والحقيقة التي يعرفها كل مزارع في الجنوب أن عبيدنا، في بعض مواسم السنة، لا يعملون نصف يوم لإنجاز العمل المطلوب، في حين أنها مسألة سجل أمام لجنة الموازنة الأمريكية في الكونغرس، أنه ينبغي على العمال في المصانع الشمالية العمل من أول فجر اليوم وحتى الساعة التاسعة ليلًا.

وبالتالي فإن أحوال عبيدنا ضمنًا أكثر استقلال وراحة وحرية من أحوال أولئك العمال المرهقين والمضطهدين، إذ إنهم يملكون الملبس والغذاء –لديهم مساحات من الأراضي بقدر ما يستطيعون أن يزرعوا- ويربون أعداد وفيرة من الدواجن، ويتبادلون وسائل الراحة وبعض رفاهيات الحياة، وحين تصيبهم الأمراض، وحين تؤمن لهم عيوب التقدم في السن حرية كالحرية التي لن يؤمنها لهم في أي يوم منافقو ومتعصبو هوس الإبطالية، ستوفر احتياجاتهم ويُعتنى بهم في مشفى مريح في معظم المزارع، إذ إن تخفيف آلام العبد يصب في مصلحة السيد. من دواعي سروره أن يراهم راضين. على هذا النحو تسير العلاقات بين السيد والخادم، وسيخربها دعاة الإبطالية الحقراء هؤلاء ومؤيدو الانفصال واللاسلطويون، وهؤلاء هم الناس السعداء الذين يرغب هؤلاء برميهم دون رعاية في عالم واسع لا رحمة فيه.
وفي بيان مماثل، «تتضاءل معاناة العبيد الجنوبيين في العدم النسبي» عند مقارنتها بـ«البؤس المذري، والقمع اللاإنساني الذي يعاني منه نسبة كبيرة من السكان البيض في المناطق الصناعية».

يُزعم أن حال العبودية في الجنوب الأمريكي كانت أفضل حال وجدت عليه العبودية على الإطلاق في أي مكان أخر:
نحن... ننكر أن العبودية خطيئة أو أمر مستهجن. ننكر أنها خطأ من الناحية النظرية. ونؤكد أن هذا هو الوضع الطبيعي للإنسان؛ وأن العبودية لطالما كانت موجودة، وستبقى موجودة إلى الأبد؛ ونحن لا نطالب لأنفسنا بالحق في تحديد العلاقات بين السيد والعبد فقط، ولكننا نؤكد على أن العبودية في الولايات الجنوبية هو أفضل تنظيم للعبودية، سواء أخذنا في الاعتبار مصالح السيد أو العبد التي طالما توارثت.
نشرت الصحف الجنوبية بانتظام بلاغاتٍ موجزة عن حالات العودة الطوعية للعبودية، وحالات فردية، على الرغم أن هذه البلاغات عادة ما كانت قصصًا غامضة، مكررة في أفضل الأحوال؛ نادرًا ما يذكرون اسمًا، ناهيك عن التواصل مع الشخص العائد. («يمكنني الاستشهاد بالعديد من الأمثلة... للعبيد العائدين من الشمال، من كندا، وحتى من ليبيريا، طواعيةً، إلى حالة العبودية»). كان هناك البعض ممن بقوا مستعبدين لأن العتق كان سيفصلهم عن أحبائهم. وجد آخرون ذلك التمييز المتشدد والقانوني بشكل كامل ضد السود في مجال العمل في الشمال للدرجة التي منعتهم من كسب ما يكفي من المال للعيش ودعم أسرهم، بأنه بمثابة العبودية أو التجويع.